# Clássico Palestrino
Clássico Palestrino é o clássico interestadual entre a equipe de Belo Horizonte (MG), Cruzeiro, e a equipe da cidade de São Paulo (SP), o Palmeiras. É considerado um dos maiores clássicos interestaduais do país.

## História
O nome deste clássico vem do antigo nome das homônimas equipes do Società Sportiva Palestra Italia (de Minas Gerais) e do Palestra Italia (de São Paulo), respectivamente os atuais Cruzeiro Esporte Clube e Sociedade Esportiva Palmeiras.
A vitória do Palestra paulista por 4 a 2 na primeira partida da história do confronto entre as equipes, disputada no Estádio do Barro Preto em 18 de maio de 1930, valeu a conquista do Troféu Lineu Prestes.
Campeonato Brasileiro
No Campeonato Brasileiro, a primeira partida entre as equipes aconteceu em 2 de abril de 1967, pelo Torneio Roberto Gomes Pedrosa (antigo formato do atual Campeonato Brasileiro), com vitória alviverde por 3 a 2. Foram 61 partidas, com 24 vitórias do Cruzeiro, 18 do Palmeiras, 19 empates, 84 gols para o Cruzeiro e 78 gols para o Palmeiras. Em 1969, 1970 e 1973, os dois clubes se classificaram para os quadrangulares decisivos, sendo que em 1969 e 1973 o Palmeiras sagrou-se campeão e em 1970 sagrou-se campeão o Fluminense.[carece de fontes?]
O Palmeiras só venceu seis partidas como visitante em 30 jogos disputados em Campeonatos Brasileiros. A primeira foi em 1 de novembro de 1970, por 1 a 0, com gol de Fedato; a segunda ocorreu em 13 de fevereiro de 1974, pelo mesmo placar, com gol do atacante Ronaldo; a terceira vitória foi conquistada vem 14 de setembro de 2008, também pelo mesmo placar, com gol de Diego Souza; a quarta foi em 23 de setembro de 2009, com a vitória palmeirense por 2 a 1, com gols de Diego Souza e Vágner Love; a quinta foi em 8 de dezembro de 2019 por 2 a 0, gols de Zé Rafael e Dudu, resultado que rebaixou o clube mineiro à Série B de 2020. E a sexta e última foi em 4 de dezembro de 2024 por 2 a 1, com gols de Maurício e Estevão.

## Partidas decisivas
Finais
- Em 1996 o Cruzeiro conquistou a Copa do Brasil sobre o Palmeiras.
- Em 1998 o Palmeiras conquistou a Copa do Brasil e a Copa Mercosul, ambas sobre o Cruzeiro.

Em competições da CBF
- Em 1998 o Cruzeiro eliminou o Palmeiras nas quartas de final do Campeonato Brasileiro.
- Em 2000 o Palmeiras eliminou Cruzeiro nas quartas de final da Copa dos Campeões.
- Em 2015 o Palmeiras eliminou o Cruzeiro nas oitavas de final da Copa do Brasil.
- Em 2017 o Cruzeiro eliminou o Palmeiras nas quartas de final da Copa do Brasil.
- Em 2018 o Cruzeiro eliminou o Palmeiras na semifinal da Copa do Brasil.

Em competições da Conmebol
- Em 1999 o Palmeiras eliminou o Cruzeiro nas quartas de final da Copa Mercosul.
- Em 2000 o Palmeiras eliminou o Cruzeiro nas quartas de final da Copa Mercosul.
- Em 2001 o Palmeiras eliminou o Cruzeiro nas quartas de final da Copa Libertadores da América.
- Em 2003 Cruzeiro e Palmeiras jogaram pela primeira fase da Copa Sul-Americana, em grupo que também contava com o São Caetano, que se classificaria para a próxima fase.

Jogo importante
- Em 2019 o Palmeiras venceu o Cruzeiro por 2 a 0 no Mineirão, jogo que decretaria o rebaixamento inédito da equipe mineira.

## Outras estatísticas
Estatísticas em competições da Conmebol
Pela Copa Libertadores da América foram disputados 4 jogos, com 1 vitória para cada clube e 2 empates, 8 gols para o Palmeiras e 7 para o Cruzeiro.
Já pela Copa Sul-americana foi disputado 1 jogo, com vitória cruzeirense por 1 a 0.
Pela Copa Mercosul foram 11 jogos, com 5 vitórias do Palmeiras, 4 do Cruzeiro e 2 empates, com 19 gols para o Verdão e 18 gols para a Raposa.
Maiores artilheiros
1. Marcelo Ramos (Cruzeiro): 10 Gols
2. Paulo Nunes (Palmeiras): 9 Gols

Estádios mais utilizados
1. Estádio Palestra Itália: 32 jogos
2. Estádio do Mineirão: 31 jogos

## Maiores públicos
- Acima de 30.000.[3]

1. Cruzeiro 1 a 0 Palmeiras, 78.814, 26 de maio de 1998, Mineirão
2. Cruzeiro 0 a 1 Palmeiras, 74.865, 13 de fevereiro de 1974, Mineirão
3. Cruzeiro 2 a 2 Palmeiras, 71.409, 30 de maio de 2001, Mineirão
4. Cruzeiro 1 a 1 Palmeiras, 68.763, 14 de junho de 1996, Mineirão
5. Cruzeiro 2 a 0 Palmeiras, 60.437, 29 de outubro de 1999, Mineirão
6. Cruzeiro 1 a 2 Palmeiras, 59.253, 8 de novembro de 2000, Mineirão
7. Cruzeiro 2 a 1 Palmeiras, 57.747, 1 de Junho de 2025, Mineirão
8. Cruzeiro 3 a 2 Palmeiras, 55.478, 22 de janeiro de 1967, Mineirão
9. Cruzeiro 1 a 1 Palmeiras, 53.706, 14 de novembro de 1998, Mineirão
10. Cruzeiro 0 a 0 Palmeiras, 46.882, 11 de maio de 1980, Mineirão
11. Cruzeiro 0 a 1 Palmeiras, 46.081, 14 de setembro de 2008, Mineirão
12. Palmeiras 2 a 0 Cruzeiro, 45.237, 30 de maio de 1998, Pacaembu
13. Cruzeiro 1 a 1 Palmeiras, 41.660, 26 de julho de 2017, Mineirão
14. Palmeiras 2 a 2 Cruzeiro, 37.961, 30 de outubro de 2017, Allianz Parque
15. Cruzeiro 1 a 1 Palmeiras, 36.520, 3 de dezembro de 1969, Mineirão
16. Cruzeiro 1 a 1 Palmeiras, 36.520, 3 de dezembro de 1969, Mineirão
17. Cruzeiro 0 a 0 Palmeiras, 34.651, 22 de setembro de 1996, Mineirão
18. Palmeiras 3 a 3 Cruzeiro, 32.067, 28 de junho de 2017, Allianz Parque
19. Cruzeiro 1 a 1 Palmeiras, 30.645, 1 de dezembro de 1970, Mineirão

No Estádio Palestra Itália
- Acima de 20.000.

1. Palmeiras 1 a 2 Cruzeiro, 29.636, 19 de junho de 1996
2. Palmeiras 3 a 1 Cruzeiro, 29.540, 26 de dezembro de 1998
3. Palmeiras 1 a 0 Cruzeiro, 28.959, 29 de dezembro de 1998
4. Palmeiras 2 a 1 Cruzeiro, 28.503, 22 de novembro de 1998
5. Palmeiras 2 a 3 Cruzeiro, 28.317, 26 de novembro de 1998
6. Palmeiras 0 a 0 Cruzeiro, 23.811, 12 de novembro de 1975
7. Palmeiras 2 a 1 Cruzeiro, 20.612, 17 de setembro de 2005